# Ponte sul fiume Cecina
Il Ponte sul fiume Cecina, nel comune di Pomarance (Pisa), è stata una delle prime opere in cemento armato realizzate dall'ingegnere Pier Luigi Nervi. 

## Storia
Nella zona, il ponte è sempre stato conosciuto con il nome di "Ponte di Ferro", pur essendo in cemento armato. Il manufatto aveva preso infatti il posto di un ponte sospeso, realizzato tra il 1834 e il 1835 dall'ingegnere Alessandro Manetti, su commissione di Francesco De Larderel, proprietario delle vicine industrie boracifere di Larderello. Questo primo ponte, costituito da un'unica campata metallica di 50 metri sospesa mediante piloni, funi e catene, venne reso inutilizzabile dal crollo provocato dalla piena del 1847 e ricostruito solo nel 1855. Un modellino di questo ponte esiste ancora presso il Museo della Geotermia di Larderello.
La soluzione progettuale viene scelta in una rosa di tre ipotesi formulate alla fine degli anni Dieci dall'ingegnere Attilio Muggia, professore a Bologna e socio della Società Anonima per Costruzioni Cementizie (SACC). Nervi, allievo di Muggia e suo dipendente dal 1913, seguì il cantiere in modo autonomo e probabilmente ebbe un ruolo di rilievo anche nella progettazione; ruolo che non gli venne riconosciuto da Muggia, portando alle sue dimissioni nel maggio 1923, per fondare la propria impresa. 
I lavori del ponte iniziarono il 1º agosto del 1920 e furono terminati il 27 maggio del 1922. Il ponte, a tre campate, era realizzato in cemento armato ed aveva una lunghezza di 94 metri. Ogni campata aveva una luce netta di 25,66 metri ed il piano stradale era largo 5,50 metri. Il sistema costruttivo del ponte era ad arco-tirante (bowstring), costituito da archi superiori e travi di bordo di sezione 40x50 cm. L'impalcato poggiava sulle seconde ed era appeso alle prime mediante aste verticali e diagonali di sezione 30x30 cm. Gli archi erano controventati in sommità mediante travetti incrociati di sezione 30x30 cm.
Il ponte fu danneggiato durante la Seconda Guerra Mondiale dai bombardamenti alleati del giugno 1944, che causarono la distruzione della campata centrale, poi riedificata tra il 1948 e il 1950.
Il ponte fu dismesso nel 1971 a causa del cedimento della spalla sinistra; al suo fianco venne realizzato nel 1973 un ponte a campata unica, a tutt'oggi esistente. Il "ponte di ferro" venne infine demolito il 18 aprile 2001 mediante esplosivo. 
La demolizione dell'opera diede adito a polemiche, sia per la valenza storica legata all'identità del progettista, sia per l'affezione al manufatto della comunità di Pomarance, testimoniata in seguito in un opuscolo commemorativo; critici della scelta della Soprintendenza furono in particolare Vittorio Sgarbi e Simonetta Bartolini.